# توانایی شناختی

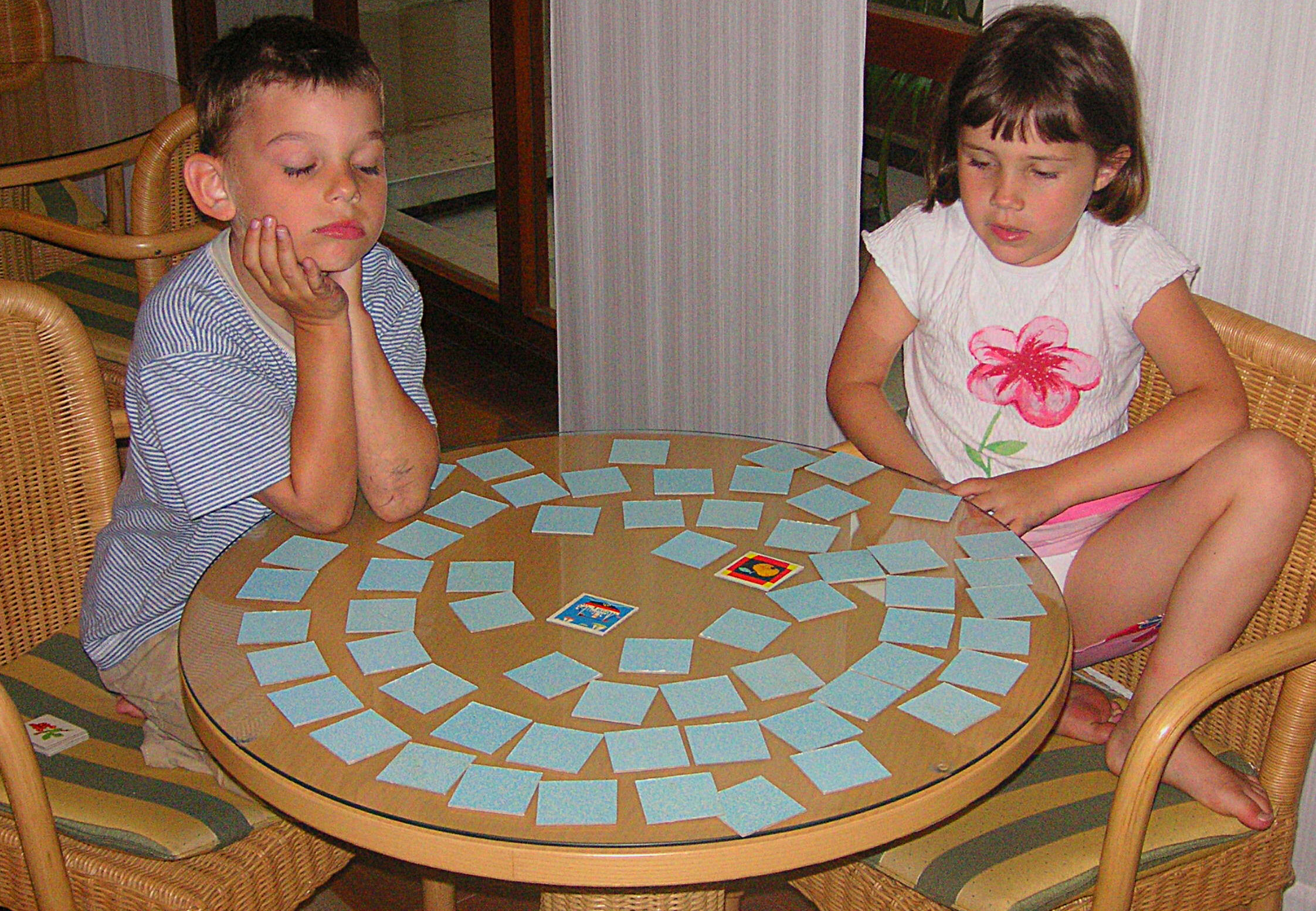
بازی حافظه در کودکان برای افزایش مهارت شناختی

توانایی شناختی یا مهارت شناختی اشاره به توانایی‌های فرد برای پردازش (افکار) دارد که باید در یک فرد سالم باشد و  به صورت «توانایی‌های یک فرد برای انجام فعالیت‌های مختلف ذهنی که بیشتر مرتبط با یادگیری و حل مسئله است.» تعریف می‌شود. به‌طور مثال مواردی همچون مهارت‌های کلامی، محیطی، روانشناختی و پردازش سریع می‌باشد معمولاً شناخت به چیزهایی مانند حافظه، توانایی یادگیری اطلاعات جدید، گفتار، درک مطالب نوشته شده، اشاره دارد. افزایش سن و بیماری ممکن است روی عملکرد شناختی تأثیر بگذارد و باعث از دست دادن حافظه و مشکل در انتخاب کلمات مناسب در حین صحبت کردن یا نوشتن شود. برای مثال، تصلب بافت چندگانه (MS) در نهایت می‌تواند باعث از دست رفتن حافظه، ناتوانی در درک مفاهیم و اطلاعات جدید و سرخوردگی کلامی شود.
انسان به مجرد تولد، برای مهارت‌های شناختی دارای ظرفیتی ذاتی است و بنابراین هر کس قادر به یادگیری و یادآوری است. به هرحال، آزمایش‌هایی برای این موارد همچون آزمایش‌هایی مانندآزمون IQ وجود دارد. 